# Krînîcine (Krînîcine), Bilohirsk
Krînîcine (în ucraineană Криничне) este localitatea de reședință a comunei Krînîcine din raionul Bilohirsk, Republica Autonomă Crimeea, Ucraina.

## Demografie
Componența lingvistică a localității Krînîcine
     Rusă (84,65%)
     Ucraineană (9,59%)
     Tătară crimeeană (5,22%)
     Alte limbi (0,32%)
Conform recensământului din 2001, majoritatea populației localității Krînîcine era vorbitoare de rusă (84,65%), existând în minoritate și vorbitori de ucraineană (9,59%) și tătară crimeeană (5,22%).